# Hans-Henning Fastrich
Hans-Henning Fastrich, född den 23 augusti 1963 i Duisburg, Tyskland, är en västtysk landhockeyspelare.
Han tog OS-silver i herrarnas landhockeyturnering i samband med de olympiska landhockeytävlingarna 1988 i Seoul.